# XIII (jeu vidéo, 2020)
Pour les articles homonymes, voir XIII.
XIII est un jeu vidéo de tir à la première personne développé par PlayMagic Ltd. et édité par Microids, sorti le 10 novembre 2020 sur Microsoft Windows, PlayStation 4 et Xbox One. La version Nintendo Switch est repoussée au 13 septembre 2022.
Il s'agit d'un remake du jeu vidéo éponyme sorti en 2003, développé alors par Ubisoft.

## Développement
Un remake du jeu vidéo original XIII de 2003 est annoncé le 18 avril 2019, avec PlayMagic Ltd. au développement et Microids à l'édition, pour Microsoft Windows, Nintendo Switch, PlayStation 4 et Xbox One. Il doit initialement sortir le 13 novembre 2019, avant d'être reporté à 2020 pour un développement ultérieur. XIII sort finalement le 10 novembre 2020.

## Critiques
Le remake a été extrêmement mal accueilli, le titre étant placé en seconde position dans la liste des pires jeux de 2020 sur Metacritic.